# Rokovo u Virovitici
Rokovo je tradicionalna kulturno-zabavna manifestacija koja se održava u Virovitici. Manifestacija predstavlja proslavu Dana grada Virovitice i blagdana svetog Roka, zaštitnika grada, koji se obilježava 16. kolovoza.

## Povijesni razvoj
Manifestacija je prvi put javno obilježena 1993. godine. Rokovo je nastalo kao spoj različitih sadržaja - vjerskih, kulturnih, zabavnih, gastronomskih i sportskih. 
Virovitica, koja 2025. godine slavi 790. godišnjicu dobivanja gradskih prava (1234. godine), bila je povijesno poznata kao sajamski grad, a Rokovo predstavlja suvremenu interpretaciju te tradicije okupljanja i trgovine.

## Karakteristike manifestacije
Rokovo traje obično četiri dana sredinom kolovoza. Za stanovnike Virovitice i okolice, Rokovo predstavlja središnji događaj godine. Manifestacija je 2015. godine osvojila turističku nagradu „Simply the Best” za kreativan razvoj turističkog proizvoda u kategoriji festivala zabavnog karaktera.
Događanje ima raznovrstan program koji uključuje:
- Glazbene koncerte poznatih izvođača
- Kazališne predstave i izložbe
- Sportska natjecanja, uključujući ona s međunarodnim karakterom
- Gastronomske manifestacije
- Modne revije
- Smotre folklora
- Ulične performanse

## Programski sadržaji
Među stalnim dijelovima programa ističu se:
- ViroKreativa - kreativna radionica i izložba lokalnih umjetnika
- Virovitički ulični festival (VUF) - trodnevni festival ulične umjetnosti s žonglerima, klaunovima i vatrenim showovima
- VirovEATica Food Fest - gastronomska manifestacija koja promovira lokalnu kuhinju
- Smotra folklora - tradicionalni pregled folklornih grupa
- VT Rock Fest - rock koncert za ljubitelje tog žanra

Noviji dodatak programu je WinePark, koji kombinira degustaciju kvalitetnih vina s tamburaškom glazbom.
Rokovo redovito okuplja poznata imena hrvatske glazbene scene. Program se odvija na glavnoj pozornici, dok se svečano otvaranje održava simfonijskim koncertom na manjoj pozornici. 